# (33034) 1997 RC11
1997 RC11 (asteroide 33034) é um asteroide da cintura principal. Possui uma excentricidade de 0.15521590 e uma inclinação de 4.12240º.
Este asteroide foi descoberto no dia 3 de setembro de 1997 por ODAS em Caussols.